# Ahmed Hesham
Ahmed Hesham, född 3 september 2006, är en egyptisk fäktare som tävlar i sabel.

## Karriär
Vid afrikanska mästerskapen 2025 i Lagos tog Hesham guld individuellt i sabel efter att ha besegrat landsmannen Adham Moataz i finalen. Han tog även guld i lagtävlingen i sabel tillsammans med Mohamed Amer, Ziad El-Sissy och Adham Moataz. Vid VM 2025 i Tbilisi tog Hesham brons individuellt i sabel.